# Fedayeen
Fedayeen (arabisk: فدائيون, fidā'ī, flertal fidā'īyun: betyder, "frihedskæmpere"" eller "selvforsagere"armensk: Ֆէտայի) er et udtryk brugt for at beskrive flere distinkte, hovedsagelige arabiske millitante grupperinger og individuelle forskellige tider i historien.
Fedayeen er en gruppe mennesker kendt for at være frivillige, ikke knyttet til noget organiseret styre eller militær, i den arabiske og muslimske verden. De er normalt anvendt der hvor styret er blevet set på som en fiasko eller ikke-eksisterende. De er associeret med modstanderrollen mod besættelse og tyranni. Navnet fedayeen er brugt for at referere til bevæbnet kamp mod en hvilken som helst form for slaveri baseret på deres modstandshandlinger.